# Luci Regí
Luci Regí (en llatí Lucius Reginus) va ser elegit tribú de la plebs l'any 95 aC. Valeri Màxim el posa com a exemple de veritable amic: va alliberar de la presó al seu amic Quint Servili Cepió que havia estat condemnat aquest any a causa de la destrucció del seu exèrcit pels cimbres, i a més a més el va acompanyar al seu exili.